# Eugen Papst
Eugen Papst (Oberammergau, 24 décembre 1886 - 2 janvier 1956) est un compositeur et professeur de musique allemand.

## Biographie
Fils du pédagogue Eugen Papst (1855–1923), qui a plus tard donné son nom à l'école Eugen Papst (Eugen-Papst-Förderschule) de Germering, il fréquente l'école normale de Freising et étudie dès 1907 à l'académie de composition de Munich.
En 1910, il travaille au théâtre d'Allenstein et à partir de 1911 il est directeur musical du théâtre de Berne. Il est nommé à Hambourg en 1922, où il dirige le Hamburger Philharmonie en collaboration avec Karl Muck, jusqu'à sa fermeture par les nazis en 1934. À l'automne 1934, il occupe tout d'abord le poste de directeur musical de Münster, avant de devenir dès 1935 chef du chœur d'hommes de Cologne et peu après, avec le soutien de son ami Richard Strauss, successeur de Hermann Abendroth au poste de directeur musical de l'Orchestre de Gürzenich. En parallèle, il donne des cours de direction d'orchestre à l'école supérieure de musique de Cologne. En 1946, la ville nomme Günter Wand au poste de directeur musical malgré son contrat avec Papst, au motif que ce dernier devenait de plus en plus « une figure de proue du conservatisme dans la musique ».
Papst donne également des classes de maître de direction d'orchestre à la Nordwestdeutsche Musikakademie de Detmold.
En 1950, il réarrange les Oberammergauer Passionsspiele (de) de Rochus Dedler (de) (1779–1822), qui furent jouées de cette façon jusqu'en 1990, et depuis révisées et complétées par le directeur musical Markus Zwink.
Parmi ses autres œuvres, on compte des œuvres orchestrales, des chœurs et des Lieder, qui n'ont été que partiellement publiés.

## Distinctions
- En 1933, il reçoit la médaille Johannes Brahms de la ville de Hambourg.
- On trouve des rues qui portent son nom à Munich, Germering et Oberammergau.

## Sources
- (de) Cet article est partiellement ou en totalité issu de l’article de Wikipédia en allemand intitulé « Eugen Papst » (voir la liste des auteurs).
- biographie par Monika Reger (Neue Deutsche Biographie)